# Chileense presidentsverkiezingen 1952
De Chileense presidentsverkiezingen van 1952 vonden op 4 september van dat jaar plaats. De verkiezingen werden gewonnen door Carlos Ibáñez del Campo die van 1927 tot 1931 al eerder president van Chili was geweest.

## Uitslag
| Kandidaat                         | Kandidaat                         | Kandidaat                         | Partij                            | Partij                            | Coalitie                          | Stemmen   | Percentage           |
| --------------------------------- | --------------------------------- | --------------------------------- | --------------------------------- | --------------------------------- | --------------------------------- | --------- | -------------------- |
|                                   |                                   | Carlos Ibáñez del Campo           |                                   | Onafhankelijk                     | PSP-PAL-MNI-PRDo-PNC-PDP-PLP      | 446.439   | 46,79%               |
|                                   |                                   | Arturo Matte Larraín              |                                   | PL                                | PL-PCT-PRM-PNA                    | 265.357   | 27,81%               |
|                                   |                                   | Pedro Enrique Alfonso Barrios     |                                   | PR                                | PR-PCSC-FN-PDCh                   | 190.360   | 19,95%               |
|                                   |                                   | Salvador Allende Gossens          |                                   | PS                                | Frente Nacional del Pueblo        | 51.975    | 5,45%                |
| Totaal geldige stemmen            | Totaal geldige stemmen            | Totaal geldige stemmen            | Totaal geldige stemmen            | Totaal geldige stemmen            | Totaal geldige stemmen            | 954.131   | 99,69%               |
| Ongeldige stemmen/ blanco stemmen | Ongeldige stemmen/ blanco stemmen | Ongeldige stemmen/ blanco stemmen | Ongeldige stemmen/ blanco stemmen | Ongeldige stemmen/ blanco stemmen | Ongeldige stemmen/ blanco stemmen | 2971      | 0,31%                |
| Totaal                            | Totaal                            | Totaal                            | Totaal                            | Totaal                            | Totaal                            | 975.102   | 100%                 |
| Aantal stemgerechtigden           | Aantal stemgerechtigden           | Aantal stemgerechtigden           | Aantal stemgerechtigden           | Aantal stemgerechtigden           | Aantal stemgerechtigden           | 1.105.029 | Onthoudingen: 13,39% |
| Bron:                             |                                   |                                   |                                   |                                   |                                   |           |                      |

- Omdat geen van de kandidaten meer dan de helft van de stemmen had gekregen, koos het Congres de nieuwe president.

### UitslagNationaal Congres van Chili
| Kandidaat                   | Kandidaat                   | Kandidaat                   | Partij                      | Partij                      | Coalitie                     | Stemmen | Percentage          |
| --------------------------- | --------------------------- | --------------------------- | --------------------------- | --------------------------- | ---------------------------- | ------- | ------------------- |
|                             |                             | Carlos Ibáñez del Campo     |                             | Onafhankelijk               | PSP-PAL-MNI-PRDo-PNC-PDP-PLP | 132     | 91,67%              |
|                             |                             | Arturo Matte Larraín        |                             | PL                          | PL-PCT-PRM-PNA               | 12      | 8,33%               |
| Totaal geldige stemmen      | Totaal geldige stemmen      | Totaal geldige stemmen      | Totaal geldige stemmen      | Totaal geldige stemmen      | Totaal geldige stemmen       | 144     | 82,76%              |
| Blanco stemmen              | Blanco stemmen              | Blanco stemmen              | Blanco stemmen              | Blanco stemmen              | Blanco stemmen               | 30      | 17,24%              |
| Totaal                      | Totaal                      | Totaal                      | Totaal                      | Totaal                      | Totaal                       | 174     | 100%                |
| Niet aanwezige Congresleden | Niet aanwezige Congresleden | Niet aanwezige Congresleden | Niet aanwezige Congresleden | Niet aanwezige Congresleden | Niet aanwezige Congresleden  | 18      | Onthoudingen: 9,38% |
| Bron:                       |                             |                             |                             |                             |                              |         |                     |

## Bron
- (es)  Elección Presidencial 1952